# USA 3000 Airlines
Brendan Airways, LLC, conocida en el comercio como USA3000 Airlines fue una aerolínea de Estados Unidos con sede en Newtown, Pensilvania. Operaba una flota de 14 aeronaves Airbus A320. 

## Historia
En el año 2000, se inició un debate preliminar en Apple Vacations para describir la organización y el lanzamiento de una línea aérea. Esta aerolínea, una compañía hermana de Apple Vacations, se convertiría en USA3000 Airlines. En el transcurso de los siguientes meses, una escalada de los preparativos, y en diciembre 21, 2001, la aerolínea fue certificado oficialmente como una parte FAA 121 operador. En el momento, USA3000 Airlines exclusivamente operado vuelos chárter, desde Filadelfia, Newark (en abril de 2008, la rama de cierre de Newark), Hartford, y Colón, con solo dos aviones. Un tercer avión se ha añadido a la flota en mayo de 2002 y con sede en el aeropuerto O'Hare de Chicago. 
USA3000 la primera fueron los destinos de Cancún y Punta Cana. El vuelo inaugural en diciembre 28, 2001, voló de COL a CUN. Aunque los vuelos comenzaron a estos dos destinos únicamente como carta de servicio, la compañía comenzó a ofrecer servicio aéreo regular en 2002. También en 2002, comenzó USA3000 servicio a la Florida, ampliando el servicio a Fort Myers. San Petersburgo, y las estaciones de Fort Lauderdale abrió sus puertas en 2003. El origen del nombre de la empresa es desconocida y nunca ha sido debatido públicamente, aunque es probable derivados de la ahora desaparecida Airlines Canadá 3000. 
Anunciado en mayo de 2008, USA3000 Airlines comenzará un grave inconveniente de su Florida de servicio, el cierre de todas las estaciones excepto Fort Myers, de 18 de agosto de 2008. La compañía dejará de operaciones en Melbourne, Florida el 30 de julio, y Fort Lauderdale y San Petersburgo / Clearwater el 18 de agosto de 2008. Además, la compañía aérea no reanudar el servicio de temporada a Sarasota / Bradenton, Florida. USA3000 ha citado registro de los altos precios del combustible como razón para el servicio de recortes. Según el ex USA3000 COO Angus Kinnear, "Florida tiene algunas de las más bajas tarifas aéreas nacionales en el país y Fort Myers sólo obtiene los precios de los billetes lo suficientemente elevado como para hacer dinero con el petróleo a 125 dólares por barril". En el mismo anuncio, la aerolínea confirmó la continuación del resto de su servicio regular, con un fuerte enfoque en el mantenimiento de los más rentables las rutas internacionales.

## Bermudas
(territorio británico de ultramar) 
- Ferry Reach (LF Wade Aeropuerto Internacional de)

## República Dominicana
- La Romana ( Aeropuerto Internacional de La Romana)
- Punta Cana ( Aeropuerto Internacional de Punta Cana)

## Jamaica
- Montego Bay (Sir Donald Sangster Aeropuerto Internacional de)

## México
- Baja California
  - San José del Cabo (Aeropuerto Internacional de Los Cabos)
- Guerrero
  - Ixtapa-Zihuatanejo (Aeropuerto Internacional de Ixtapa-Zihuatanejo)
- Jalisco
  - Puerto Vallarta (Licenciado Gustavo Díaz Ordaz el Aeropuerto Internacional de)
- Quintana Roo
  - Cancún (Aeropuerto Internacional de Cancún)
  - Cozumel (Aeropuerto Internacional de Cozumel)

## Estados Unidos
- Florida
  - Fort Myers (Southwest Aeropuerto Internacional de la Florida)
- Illinois
  - Chicago (Aeropuerto Internacional O'Hare)
- Maryland
  - Baltimore (Baltimore-Washington International Thurgood Marshall aeropuerto)
- Míchigan
  - Detroit (Metropolitano de Detroit Wayne County Aeropuerto)
- Misuri
  - St Louis (Lambert-Saint Louis el Aeropuerto Internacional de)
- Ohio
  - Cincinnati (Cincinnati / Northern Kentucky Aeropuerto Internacional de)
  - Cleveland (Cleveland Hopkins Aeropuerto Internacional de)
  - Colón (Port Columbus Aeropuerto Internacional de)
- Pensilvania
  - Filadelfia (Aeropuerto Internacional de Filadelfia)
  - Pittsburgh (Aeropuerto Internacional de Pittsburgh)

## Flota
La flota de la compañía se compone de (a 1 de diciembre de 2010):